# Shanghai Grand Theater
Das Shanghai Grand Theater (chinesisch 上海大劇院 / 上海大剧院, Pinyin Shànghǎi dà jùyuàn, abgekürzt SGT) ist ein Schauspiel- und Opernhaus in Shanghai und zählt zu den größten und bedeutendsten Institutionen für Darstellende Künste der Volksrepublik China. Das Theater gehört zum Gebäudeensemble des Volksplatzes und gilt als ein neues Wahrzeichen der Stadt.